# 拉法葉鎮區 (愛荷華州斯托里縣)
拉法葉鎮區（英語：Lafayette Township）是位於美國愛荷華州斯托里縣的一個行政鎮區。

## 地方資料
根據2010年美國人口普查的數據，拉法葉鎮區的面積為92.84平方千米，當中陸地面積為92.77平方千米，而水域面積為0.07平方千米。當地共有人口3318人，而人口密度為每平方千米35.74人。